# Kosić
Kosić (en serbe cyrillique : Косић) est un village du centre du Monténégro, dans la municipalité de Danilovgrad.

## Démographie

### Évolution historique de la population
| 1948 | 1953 | 1961 | 1971 | 1981 | 1991 | 2003 |
| ---- | ---- | ---- | ---- | ---- | ---- | ---- |
| 392  | 331  | 361  | 222  | 315  | 299  | 461  |